# Xiaochangliang
Xiaochangliang (chinesisch 小長梁 / 小长梁, Pinyin Xiǎochángliáng) ist eine paläolithische Fundstätte im Nihewan-Becken im Kreis Yangyuan in der chinesischen Provinz Hebei. Die Stätte ist berühmt für ihre Steinwerkzeuge. 
Nach der Stätte ist die Xiaochangliang-Kultur (Xiaochangliang wenhua 小长梁文化) benannt.